# Ciudad de Osma
Osma (también Ciudad de Osma) es una localidad española del municipio de El Burgo de Osma-Ciudad de Osma, perteneciente a la provincia de Soria, en la comunidad autónoma de Castilla y León

## Historia
La primitiva ciudad arévaca de Uxama Argaela tuvo su asentamiento en el Cerro Castro, a muy poca distancia de la actual población de Osma, y allí permaneció durante la dominación romana. De ambos períodos quedan apreciables restos arqueológicos que lo atestiguan; tanto en el cerro de Uxama como en el llano, en el actual núcleo de Osma.

La ciudad celtíbera, de sustrato étnico arévaco, fue anexionada por Roma en el 99 a. C, siendo colonizada y repoblada por los conquistadores hasta las invasiones bárbaras de Hispania en el 409 d. C. En época visigoda mutó su nombre por el de Oxoma u Osoma, a la par que le era reconocida su importancia al ser encumbrada al rango de sede episcopal en el año 597. La invasión musulmana también caracterizó esta próspera ciudad a la que sus conquistadores llamaron Waxsima; de su permanencia en ella da fe la atalaya árabe que aún perdura en el cerro de Uxama.

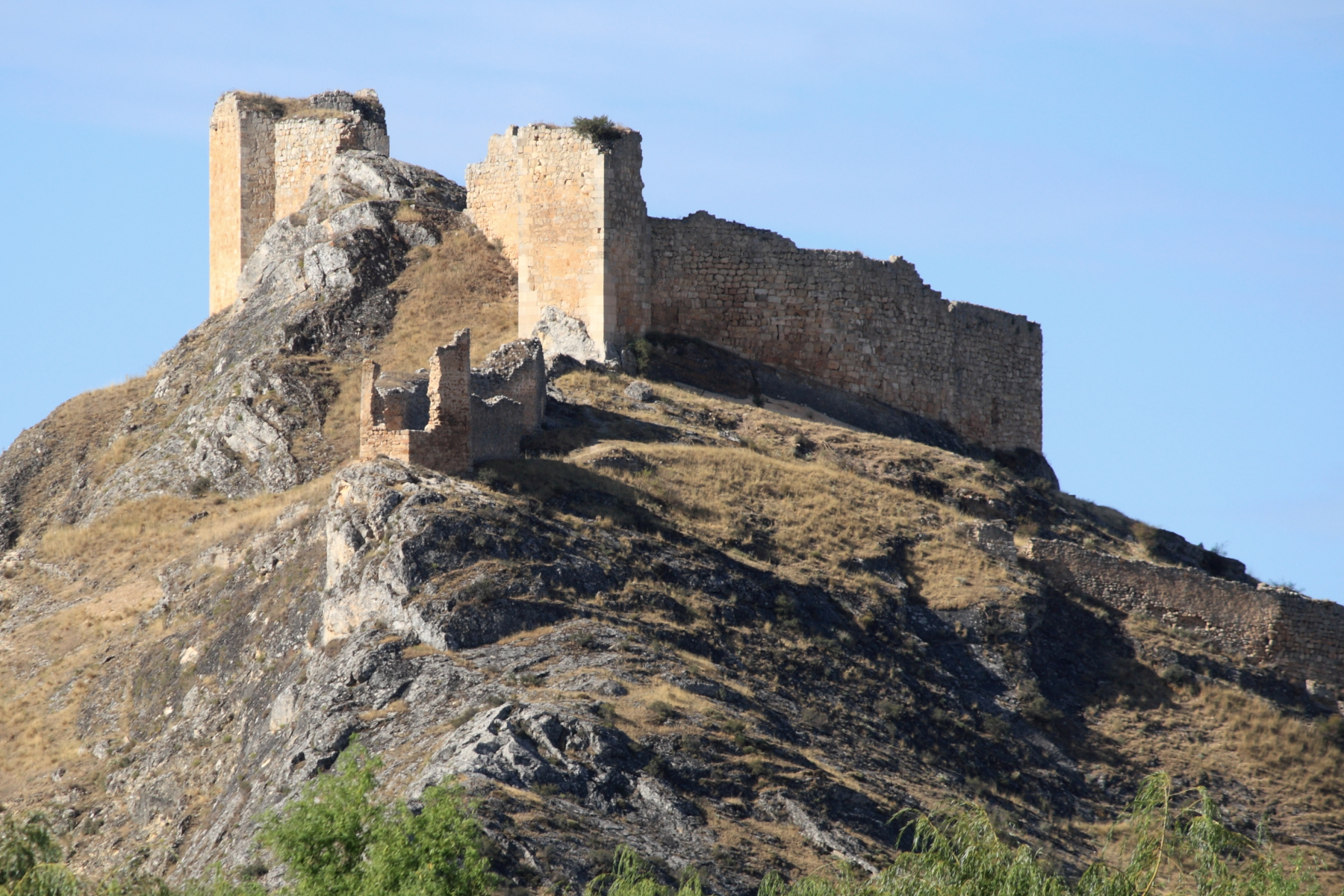
Castillo de Osma

En el 912 el caballero Gonzalo Téllez la reconquistó, trasladando el poblado al cerro vecino, en la margen izquierda del río Úcero, construyendo un castillo y amurallando la localidad de Osma. Durante el siglo X, pasa con frecuente alternancia de unas a otras manos, para acabar definitivamente en las cristianas tras la desaparición de Almanzor en 1002. A partir de entonces y progresivamente, la población fue abandonando el cerro del castillo y se trasladó al llano y ocupó el lugar de la actual población de Osma, en la orilla derecha del Ucero.
Tras la reconquista, una parte de la población de Osma se fue estableciendo extramuros del tercer recinto fortificado, en la margen derecha del río Úcero; alrededor de donde estaban las ruinas de una iglesia visigótica dedicada a San Miguel. Con la restauración la diócesis por Pedro de Bourges (San Pedro de Osma) se inicia la construcción de la primitiva catedral románica sobre la base de un antiguo templo de San Miguel. Desde este momento, se produjo en el pequeño núcleo burgués una rápida transformación urbana en detrimento de Osma, alcanzando entidad jurídica independiente de ella por privilegio de Alfonso VIII, constituyéndose en la villa de El Burgo de Osma.
A Osma pertenecía la comunidad de villa y tierra de Osma concediéndose a finales del siglo XV como señorío al duque de Uceda; pero esta población fue perdiendo habitantes en beneficio del nuevo burgo gobernado directamente por la diócesis, situado en el llano al otro lado del río, seguramente por problemas de jurisdicción nobiliaria frente a la eclesiástica.
Hacia mediados del siglo XIX, la ciudad tenía contabilizada una población de 684 habitantes. Aparece descrita en el decimosegundo volumen del Diccionario geográfico-estadístico-histórico de España y sus posesiones de Ultramar de Pascual Madoz de la siguiente manera:

OSMA: c. con ayunt. en la prov. de Soria (11 1/2 leg.), part. jud. del Burgo (1/4), aud. terr. y c. g. de Burgos (22), dióc. de su nombre aunque el ob. reside en el Burgo. sit. á la falda de una cuesta que la resguarda de los vientos del O., y combatida libremente en las demas direcciones, goza de clima sano, y no se conocen mas enfermedades especiales que las tercianas y cuartanas. Tiene 180 casas; la consistorial; escuela de instruccion primaria, frecuentada por 40 alumnos; una hermosa fuente con 2 caños, de abundantes y esquisitas aguas, que surte al vecindario para beber y demas necesidades domésticas; una igl. parr. (Santa Cristina), matriz de la de Olmeda, servida por un cura, cuya plaza es de segundo ascenso y de provision real y ordinaria; el cementerio aun cuando unido á la igl., no perjudica á la salubridad. térm.: confina con los del Burgo, la Olmeda, Alcubilla, Quintanilla y Barcebalejo; dentro de él se encuentran varios corrales de encerrar ganado, y algunos colmenares. El terreno es llano, fértil y de buena calidad; comprende 2 montes encinares y uno poblado de pinos y enebros; le bañan los r. Ucero y Avion que se reunen á las inmediaciones de un puente de madera que hay sobre el segundo y van á pasar cerca de la igl., por debajo de un puente de piedra con 3 arcos, de 7 varas de elevacion y 53 de longitud. caminos: los locales y los que dirigen a Soria, Aranda y otros puntos, todos de carruage y en mal estado para tiempos lluviosos. correo: se recibe y despacha en la cab. del part. prod.: trigo, centeno, cebada, avena, vino, legumbres, hortalizas, frutas, leñas de combustible y carboneo y yerbas de pasto, con las que se mantiene ganado lanar, cabrío, vacuno, mular, caballar y asnal; abunda la caza de conejos, liebres, perdices y diferentes clases de aves: hay pesca de barbos, anguilas y esquisitas truchas en el Ucero. ind.: la agrícola, 2 molinos harineros, 8 tejedores de lienzos y panos ordinarios y una fáb. de curtidos. comercio: esportacion del sobrante de frutos, ganados, lana y algunos productos de la ind. é importacion de los art. de consumo que faltan. pobl.: 172 vec., 684 almas. cap. imp.: 110,486 rs., 24 mrs. presupuesto municipal: 1,000 rs., se cubre con los productos de propios y arbitrios, y en caso de déficit, por reparto vecinal.
(...)
(Madoz, 1849, pp. 395-396)

En 1967 el municipio de Osma desapareció, al fusionarse con los de Berzosa, Burgo de Osma, Alcubilla del Marqués, Torralba del Burgo, Lodares de Osma, Vildé y Valdenarros para formar el nuevo término municipal de Burgo de Osma-ciudad de Osma.

## Demografía
A 31 de diciembre de 2011 la población de Osma era de 1154 habitantes, 596 varones y 558 mujeres, lo que la convierte en el 12.º núcleo poblacional más habitado de la provincia.
| Gráfica de evolución demográfica de Ciudad de Osma entre 2000 y 2017                             |
|                                                                                                  |
| Población de derecho (2000-2017) según los censos de población del INE a 1 de enero de cada año. |

## Patrimonio
En Osma existen varios bienes de interés cultural, algunos de ellos ya declarados y otros con expediente incoado.
- Castillo de Osma.
- Iglesia de Santa Cristina.
- Ermita de Las Magdalenas.
- Cruz del Siglo.
- Atalaya de Uxama.
- Rollo del Palomar.
- Rollo de la Dehesa.
- Ruinas romanas de Uxama.

## Festejos populares
Osma cuenta con dos festejos populares, que son los coincidentes con los días de sus Santos Patronos, es decir, los días 24 y 25 de julio (Santa Cristina y Santiago) y el día 21 de septiembre (San Mateo), que se celebra durante cada tercer fin de semana de septiembre.
Aparte, también hay que reseñar los festejos que tienen lugar en sus pedanías anejas de Alcubilla del Marqués (del 10 al 12 de agosto), Osma-La Rasa, Valdegrulla, El Enebral y La Olmeda.